# ガイウス・ルタティウス・カトゥルス (紀元前220年の執政官)
ガイウス・ルタティウス・カトゥルス（ラテン語: Gaius Lutatius Catulus、生没年不詳）は紀元前3世紀後期の共和政ローマの政治家・軍人。紀元前220年に執政官（コンスル）を務めた。

## 出自
プレブス（平民）であるルタティウス氏族の出身。コグノーメン（第三名、家族名）のカトゥルスは子犬を意味する。氏族最初の執政官は紀元前242年の執政官ガイウス・ルタティウス・カトゥルスであり、その息子が紀元前220年の執政官カトゥルスである。

## 経歴
紀元前220年、カトゥルスは執政官に就任。同僚執政官はルキウス・ウェトゥリウス・ピロであった。カピトリヌスのファスティの紀元前 221年 - 紀元前219年の分は欠落しているが、354年のローマ歴（Chronographus anni 354）では、この年の正規執政官はマルクス・ウァレリウス・ラエウィヌスとクィントゥス・ムキウス・スカエウォラであったとする。しかし、両者は比較的は早く辞任せざるを得なかったと推測される。両者共にクラウディウス氏族の一派に属しており、対立するアエミリウス氏族とコルネリウス・スキピオ家との政治抗争に巻き込まれたものと思われる。
執政官に就任したカトゥルスとピロは、アルプス方面に進軍しその土地の多くの部族を大きな困難なく征服した。しかし、この遠征に関する詳細は不明である。

## 参考資料
- ヨハナス・ゾナラス『年代記』
- Broughton R. "Magistrates of the Roman Republic" - New York, 1951. - Vol. I. - P. 600.
- Johnson, Paula, "Fabius, Marcellus and Otacilius: The Alliance That Never Was",
- Dorey, TA, "The Treaty With Saguntum"